# Huelga de hambre de presos políticos cubanos de 2010
La huelga de hambre de presos políticos cubanos de 2010 fueron una serie de huelgas de hambres con el objetivo de mejorar las condiciones carcelarias de los presos políticos. Los disidentes cubanos han realizado muchas huelgas de hambre, pero las huelgas de hambre de 2010 tuvieron un impacto significativo, en parte, porque un manifestante murió mientras estaba en prisión y otro estuvo al borde de la muerte.
El objetivo principal de esta protesta iniciada por Orlando Zapata, era mejorar las condiciones carcelarias de los presos políticos. La publicidad negativa mundial provocada por los huelguistas de hambre presionó al gobierno cubano para que autorizara la liberación de 52 prisioneros.

## Antecedentes
El 24 de febrero de 2010, esta particular campaña de protesta por la liberación de los presos políticos cubanos fue una de las luchas más grandes entre el gobierno cubano y la oposición política. Manifestantes anteriores a esta campaña, incluidos Orlando Zapata y Guillermo Fariñas, lucharon por la democracia dentro de Cuba, incluidas las libertades de expresión y prensa, la libertad de organizar partidos políticos, el acceso a Internet y, en última instancia, las libertades políticas democráticas. La mayoría de los encarcelados fueron arrestados y juzgados en la Primavera Negra de Cuba de 2003 acusados de aceptar ayuda de Estados Unidos.

## Las protestas
A inicios de diciembre de 2009, Orlando Zapata comenzó una huelga de hambre como una protesta contra el gobierno cubano denunciando las condiciones de vida de los prisioneros cubanos, el 23 de febrero muere tras 85 de huelga. Durante su entierro el municipio fue tomado por unos 1000 agentes policiales, que controlaron todos los accesos, no permitiendo la entrada a la ciudad de opositores.

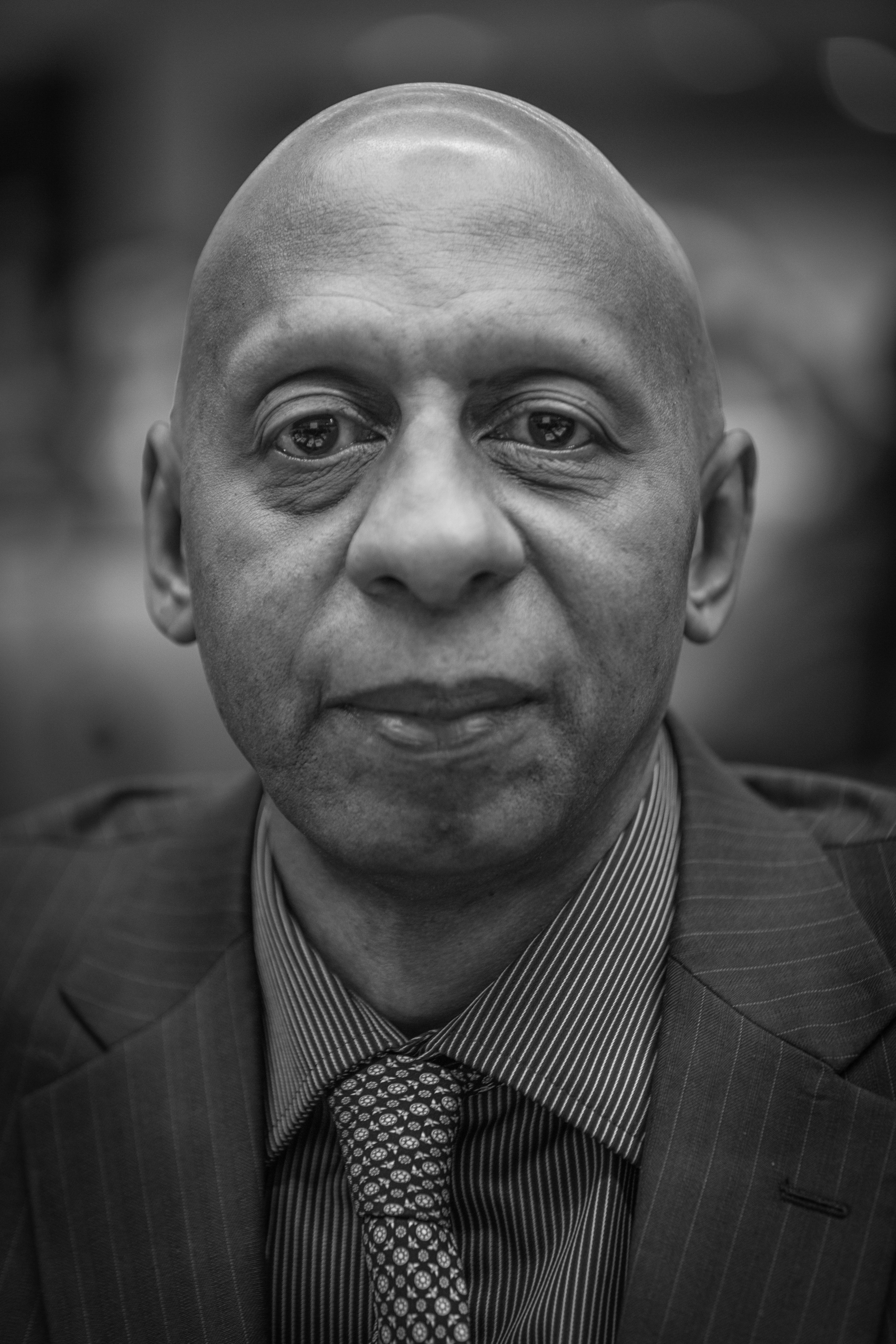
Guillermo Fariñas.

El 26 de febrero 5 disidentes cubanos se declararon en huelga de hambre para pedir la liberación de los presos políticos tras la muerte de Orlando Zapata, 4 eran presos políticos llamados Diosdado González Marrero, Eduardo Díaz Fleitas, Fidel Suárez Cruz y Nelson Molinet, mientras Guillermo Fariñas lo hizo desde su casa. Fariñas ya había participado en varias huelgas de hambre en Cuba para protestar por las acciones del régimen cubano.
Cuando la salud de Guillermo Fariñas comenzó a deteriorarse, otros grupos anticomunistas se acercaron para ayudarlo en su protesta, incluido el Instituto para la Democracia en Europa del Este. También "Viasna" del Centro de Derechos Humanos envió una carta de apoyo a la protesta de Fariñas. Sin embargo, incluso con la huelga de hambre y cierto apoyo mundial, el gobierno cubano no mostró signos de dar marcha atrás porque sentía que estaba siendo presionado e incluso trató de argumentar que era debido a los mercenarios estadounidenses pagados que intentaban derrocar su sistema político. El 2 de mayo de 2010, el gobierno permitió que las Damas de Blanco marcharan todos los domingos.El presidente Raúl Castro afirmó que no cedería al "chantaje de la huelga de hambre".

## Consecuencias
Después de que el gobierno cubano tuvo negociaciones con la Iglesia católica y finalmente acordó trasladar a los presos políticos a prisiones que brindaran mejor asistencia médica y les permitieran estar más cerca de sus familias. Elizardo Sánchez, activista y portavoz de la Comisión Cubana de Derechos Humanos y Reconciliación Nacional, presentó cargos contra el gobierno cubano por detenciones rebeldes y "actos de represión" contra la Alianza Democrática Oriental en Santiago de Cuba. El 7 de julio de 2010 las discusiones entre el gobierno cubano y la Iglesia Católica terminó con un acuerdo para liberar al total de 52 presos, incluidos los 26 reclusos por los que Guillermo Fariñas había protestado. El 8 de julio, Fariñas puso fin a su huelga de hambre, que había durado 140 días.
Un total de 41 presos políticos fueron liberados, con la condición de exiliarse en España, solo a uno de ellos se le permitió permanecer en Cuba. Según el cardenal Jaime Ortega Alamino, los prisioneros que quedan hasta el momento quieren irse a Estados Unidos o quedarse en Cuba. Sin embargo, el gobierno cubano sólo quiere permitir que los disidentes, calificados de “mercenarios” de Estados Unidos, viajen a España, que ha aceptado aceptarlos. Desde el inicio de la Revolución cubana 14 presos políticos han muerto en huelga de hambre.